# Panos Karnezis
Panos Karnezis (1967) é um escritor grego.

## Obras traduzidas em português[1]
- Pequenas Grandes Infâmias: Contos. Lisboa : Cavalo de Ferro, 2004 ISBN 972-8791-40-2
- O Labirinto. Lisboa: Cavalo de Ferro, 2005 972-8791-85-2[2].
- A Festa de Anos. Lisboa: Bizâncio, 2009. ISBN 978-972-53-0393-1